# Борго Кализеле (Тревизо)
Борго Кализеле је насеље у Италији у округу Тревизо, региону Венето.
Према процени из 2011. у насељу је живело 77 становника. Насеље се налази на надморској висини од 25 м.